# Савченков, Алексей Сергеевич
Алексей Сергеевич Савченков (род. 1975) — сотрудник российских органов государственной безопасности, генерал-майор.

## Биография
Родился 9 июля 1975 года в Свердловской области в семье сотрудника КГБ СССР, впоследствии ФСБ России генерал-лейтенанта Сергея Павловича Савченкова. В 1997 году окончил Уральскую государственную юридическую академию.
Вскоре после окончания академии Савченков поступил на службу в органы Федеральной службы безопасности Российской Федерации. Служил на различных должностях в территориальных управлениях ФСБ России. С 2017 года занимал пост первого заместителя начальника Управления Федеральной службы безопасности Российской Федерации по Красноярскому краю.
С июля 2019 года по октябрь 2024 года Савченков занимал должность начальника Управления Федеральной службы безопасности Российской Федерации по Омской области.
С октября 2024 года занимает должность начальника УФСБ России по Забайкальскому краю
В декабре 2020 года Савченкову было присвоено очередное звание генерал-майора. С того же времени — председатель Омского регионального отделения общества «Динамо».
Награждён рядом государственных и ведомственных наград.